# سوق الحبوب
سوق الحبوب واحد من أقدم أسواق المدينة العتيقة بصفاقس، وبالتحديد من أسواق باب الجبلي.

## تاريخه
بالأصل، كان السوق يدعى برحبة الطعام، و فيما بعد رحبة النعمة قبل أن يستقر على تسمية سوق الحبوب.
أقدم جزء من السوق هو ساحة أحمد باي الواقعة بشرق المدينة العتيقة حيث يتفرع منها زقاق السلامي أو «نهج القائد» في حين يحدها غربا زقاق المر الذي يتفرع عنها.
كان بالسوق مجموعة مخازن لبيع الحبوب وفنادق للزول، يقوم الكيال بنصب «المصب» بوسطها.
المصب عبارة عن قمع بالأساس كبير الحجم، ومصنوع من الخشب، يتم وضعه فوق بعض الأخشاب التي تدعى بالنعوش.
حافظ سوق الحبوب على هندسته ووظيفته الأصلية حتى أواخر القرن التاسع عشر ثم تم تغيير موقعه على عدة مراحل. أولا، تم نقله إلى خارج المدينة بجوار السور الجنوبي حيث المعهد الفني. بعد ذلك، احتل مكان سوق المحصولات وبعده تم جعله بجانب الجزء الشمالي للسور.
حاليا، يوجد سوق الحبوب بأول طريق المهدية بشرق مدينة صفاقس.